# Stenamma yaluzangbum
Stenamma yaluzangbum is een mierensoort uit de onderfamilie van de Myrmicinae. De wetenschappelijke naam van de soort is voor het eerst geldig gepubliceerd in 2011 door Liu & Xu.